# نيل سبيرز
نيل سبيرز (بالإنجليزية: Neil Speirs)‏ هو لاعب بولينغ بريطاني، ولد في 18 يناير 1979 في إدنبرة في المملكة المتحدة.

## روابط خارجية
- نيل سبيرز على موقع اتحاد ألعاب الكومنولث (مؤرشف) (الإنجليزية)
- نيل سبيرز على موقع اتحاد ألعاب الكومنولث (مؤرشف) (الإنجليزية)